# Las Parras de Castellote
Las Parras de Castellote – gmina w Hiszpanii, w prowincji Teruel, w Aragonii, o powierzchni 42,13 km². W 2011 roku gmina liczyła 69 mieszkańców.